# Szvit (zenemű)
A szvit különböző jellegű tételekből álló hangszeres mű, jellemzően a barokk zene műfaja. Leggyakrabban tánctételek párokba állított sorozatából áll. A lassú-gyors, páros-páratlan táncpárok idővel sorozatba rendeződtek. A tételek általában azonos hangneműek.

## Más nevű, hasonló jellegű műfajok
- A 17. századi Itáliában kialakult és elterjedt sonata da camera szintén többnyire tánctételek sorozatából álló műként a szvitek egyik fajtájának nevezhető. A tételek sorrendje itt is váltakozó lassú és gyors táncokból áll. A tételek azonos hangneműek és általában rokon témákból épülnek fel.
- A partita szó jelentése (részek) szerint tételek vagy táncok egymásutánjából felépülő mű.
- Ouverture-nak, azaz nyitányként is neveztek szvit-jellegű sorozatokat, első tételükről elnevezve.
- Ordre-nek Couperin nevezte szvitjeit, a szó jelentése rend, sor, ez a darabok sorozatára utal.

## Történet
Estienne du Tertre 1557-ben adta ki suyttes de bransles címmel egy tánc-párokat tartalmazó művét; ez a szvit kifejezés első felbukkanása. Az első „igazi” szvit Peuerl műve: Newe Padouan, Intrada, Dantz, and Galliarda 1611-ből, amelyben a címében említett négy tánc tíz szvitben ismétlődve jelenik meg. A Banchetto musicale Johann Schein műve (1617) öt különböző tánc 20 sorozatából áll.
Miközben Itáliában a sonata da camera terjed el, Franciaországban a balett- és zenekari szvit válik gyakori műfajjá a 17. században. Ennek elsősorban az opera népszerűsége az oka, az ebbe írt táncbetétek sorozatából áll össze a szvit. Rameau és Lully operái hallatlan népszerűséget szereznek szerzőiknek is. 

Németországban ekkor alakul ki a variációs szvit, mely szintén azonos vagy rokon témájú tételekből álló, zenekarra írt ciklikus mű. A különböző billentyűs hangszerekre írt szvitek már a század közepétől a francia mintát követik, így a négytételes (allemande – courante – sarabande – gigue) mag bővült ki esetenként más tételekkel is.
A szvit műfajának csúcspontja az érett-barokk időszakára, elsősorban Johann Sebastian Bach működésére esik. Bach szvit-csoportokat ír, általában hat szvit tartozik egy csoportba (például a Francia szvitek BWV 812-817). Az egyes szvitek hangnemben egyező tételei nyitó tételként ouverture-rel vagy praeludiummal, a továbbiakban menuett, gavotte, polonaise, bourrée vagy második sarabande és gigue tételekkel egészülhetnek ki. Bach számos partitája is szvit jellegű mű. 

Georg Friedrich Händel szintén írt kötetlen tételsorozatokat zenekari szvitekként (Tűzijáték-szvit, Vízizene), hangszeres szvitjeiben azonban általában mind a négy alap-tétel szerepel.
A szvit műfajának jelentősége a 18. század közepétől csökken. A műzenében a szimfónia és a szonáta, a tánczenében a keringő és a polka lép a helyébe. Szvitek ennek ellenére későbbi korokban is íródtak, Csajkovszkij, Grieg, Ravel, Berg vagy Schönberg éppúgy írt szvitet, mint Bartók (a Táncszvitet, 1923-ban).

## A szvitek gyakori tételei

#### Alaptételek:
- Prelúdium – általában szabadabb formájú, bevezető jellegű
- Allemande – mérsékelt, páros ütemű
- Courante – gyors, páratlan ütemű
- Sarabande – lassú, páratlan ütemű
- Gigue – gyors, páratlan ütemű

#### Később a Sarabande és a Gigue közé kerültek még tételek (az ún. galantériák), mint pl.:
- Gavotte – gyors, általában alla breve, félütemes kezdéssel, ütempáros építkezés
- Bourrée – gyors, páros ütemű 4/4 negyed felütéssel
- Rigaudon
- Menüett – páratlan ütemű, ütempáros építkezés
- Passepied – gyors, páratlan ütemű, a Menüett rokona
- Polonaise
- Loure - a Gigue lassú változata

#### A reneszánsz táncokat is általában párba állították (laasú lépő - gyors ugró alapon):
- Pavane – lassú, páros ütemű
- Gaillarde – gyors páratlan ütemű
- Saltarello – gyors, páratlan ütemű
- Tourdion - gyors, páratlan ütemű
- Passamezzo – gyors, páros ütemű